# 『PoMPoMs』〜TVアニメ「菜なれ花なれ」キャラクターソングフルアルバム〜
『『PoMPoMs』〜TVアニメ「菜なれ花なれ」キャラクターソングフルアルバム〜』（ポンポンズ テレビアニメななれはななれ キャラクターソングフルアルバム）は、2024年10月30日にDMM musicから発売された、テレビアニメ『菜なれ花なれ』内のチアリーディングチーム「PoMPoMs」のスタジオ・アルバム。

## 概要
美空かなた（中川梨花）、小父内涼葉（中島由貴）、杏那・アヴェイロ（武田羅梨沙多胡）、大谷穏花（石見舞菜香）、谷崎詩音（佳原萌枝）、海音寺恵深（伊藤美来）の6人からなるPoMPoMsのフルアルバム。
音楽プロデュースは、ゆずの北川悠仁、劇伴・挿入歌音楽プロデューサーは、木皿陽平が担当している。
本アルバムには、PoMPoMsが歌唱する「菜なれ花なれ」のOP・ED・挿入歌が収録されている。

## 収録曲
| #         | タイトル                           | 作詞             | 作曲               | 編曲             | 時間  |
| --------- | ---------------------------------- | ---------------- | ------------------ | ---------------- | ----- |
| 1.        | 「Cheer for you!」                 | 北川悠仁         | 北川悠仁           | PRIMAGIC         | 3:21  |
| 2.        | 「with」                           | 北川悠仁         | 北川悠仁・PRIMAGIC | PRIMAGIC         | 3:18  |
| 3.        | 「スロウスターター」()             | 藤井健太郎(HANO) | 藤井健太郎(HANO)   | 藤井健太郎(HANO) | 3:40  |
| 4.        | 「YOU for YOU」                    | 藤井健太郎(HANO) | 藤井健太郎(HANO)   | 藤井健太郎(HANO) | 3:44  |
| 5.        | 「FeverFestaFever!」               | 新谷風太         | 青木宏憲(HANO)     | 青木宏憲(HANO)   | 4:41  |
| 6.        | 「花になれ」                       | 北川悠仁         | 北川悠仁           | PRIMAGIC         | 4:26  |
| 7.        | 「Cheer for you!」(Instrumental)   | 北川悠仁         | 北川悠仁           | PRIMAGIC         | 3:21  |
| 8.        | 「with」(Instrumental)             | 北川悠仁         | 北川悠仁・PRIMAGIC | PRIMAGIC         | 3:18  |
| 9.        | 「スロウスターター」(Instrumental) | 藤井健太郎(HANO) | 藤井健太郎(HANO)   | 藤井健太郎(HANO) | 3:40  |
| 10.       | 「YOU for YOU」(Instrumental)      | 藤井健太郎(HANO) | 藤井健太郎(HANO)   | 藤井健太郎(HANO) | 3:44  |
| 11.       | 「FeverFestaFever!」(Instrumental) | 新谷風太         | 青木宏憲(HANO)     | 青木宏憲(HANO)   | 4:41  |
| 12.       | 「花になれ」(Instrumental)         | 北川悠仁         | 北川悠仁           | PRIMAGIC         | 4:26  |
| 合計時間: | 合計時間:                          | 合計時間:        | 合計時間:          | 合計時間:        | 46:20 |

## 楽曲解説
1. Cheer for you!
TVアニメ「菜なれ花なれ」オープニング主題歌
本楽曲は、明るくキャッチーでいろんな方を応援する曲となっており、作詞作曲を担当した北川悠仁は「作品の中にでているキャラクターのみんなを僕が「音楽で応援」する、そんな気持ちで作らせていただきました」とコメントしている[4]。
2. with
TVアニメ「菜なれ花なれ」エンディング主題歌
作詞作曲を担当した北川悠仁は「観終わったみんなが「今日もいい話だったな」って思う気持ちと同時に、ちょっと何か終わっていくことが切なくなるような、そんな曲になるように作りました」とコメントしている[4]。
3. スロウスターター
TVアニメ「菜なれ花なれ」第2話・第8話挿入歌
本楽曲のみ、小父内涼葉（中島由貴）と谷崎詩音（佳原萌枝）のユニット曲となっている。
4. YOU for YOU
TVアニメ「菜なれ花なれ」第3話挿入歌
本楽曲は、イップスにより飛べなくなってしまった美空かなたへの応援曲となっており、PoMPoMsメンバーに元気を与えてきたかなたへのお返しのような思いが込められた楽曲になっている[5]。
5. FeverFestaFever!
TVアニメ「菜なれ花なれ」第5話挿入歌
杏那の出身地にちなんだ情熱的なラテン調の楽曲。
振り付けにはラテン・チア・盆踊り・ヨガの要素が取り入れられている[5]。
6. 花になれ
TVアニメ「菜なれ花なれ」第12話挿入歌
本楽曲は2部構成となっており、前半はゆったりしたラップ調、後半は他楽曲にもみられる明るい曲調になっている。

## リリース日一覧
| リリース日     | レーベル  | 規格                   | 規格品番                     | 備考                       | 出典  |
| -------------- | --------- | ---------------------- | ---------------------------- | -------------------------- | ----- |
| 2024年7月8日   | DMM music | デジタル・ダウンロード |                              | 「Cheer for you!」先行配信 | [ 4 ] |
| 2024年7月8日   | DMM music | デジタル・ダウンロード | 「with」先行配信             |                            | [ 4 ] |
| 2024年7月22日  | DMM music | デジタル・ダウンロード | 「YOU for YOU」先行配信      | [ 6 ]                      |       |
| 2024年8月5日   | DMM music | デジタル・ダウンロード | 「FeverFestaFever!」先行配信 | [ 7 ]                      |       |
| 2024年8月26日  | DMM music | デジタル・ダウンロード | 「スロウスターター」先行配信 | [ 8 ]                      |       |
| 2024年9月25日  | DMM music | デジタル・ダウンロード | 「花になれ」先行配信         | [ 9 ]                      |       |
| 2024年10月30日 | DMM music | CD                     | DMPCZ-038                    |                            |       |